# Jörg Martin (Autor)
Jörg Martin (* 4. März 1966 in Recklinghausen) ist ein deutscher Autor von Fachaufsätzen und -büchern, u. a. zum Thema Stiftungen, sowie Gründer zweier Beratungsunternehmen zum Thema Stiftungen und Nachlass.

## Leben
Martin studierte Germanistik, Philosophie, Psychologie und Politik in Münster und Hamburg und schloss mit dem Magister artium ab. 1999 gründete er die überregional beratend tätige DS Deutsche Stiftungsagentur, deren Geschäftsführer er bis 2021 war; 2007 folgte die Gründung der DN Deutsche Nachlass. Er war knapp 20 Jahre Mitherausgeber des StiftungsManagers. Recht Organisation Finanzen, eines Standardwerkes für Stiftungsrecht in Form einer regelmäßig aktualisierten Loseblattsammlung. Daneben veröffentlicht er Titel zu gesellschaftlichen und philosophischen Themen.

## Publikationen
- Andreas Hetzel, Jörg Martin, Jörg Gallus, Dietmar Götsch, Gregor Kertelge: Allegorien des Bewusstseins. Versuche wider die Eindeutigkeit. Freiburg 2021, ISBN 978-3-495-49168-3
- Jörg Martin, Jörg Hardy, Stephan Cartier (Hrsg.): Welt im Fluss. Fallstudien zum Modell der Homöostase. Stuttgart 2008
- Jörg Martin (Hrsg.): PsychoManie. Des Deutschen Seelenlage. Leipzig 1996
- Jörg Martin, Berthold Theuffel-Werhahn et al. (Hrsg.): StiftungsManager. Recht Organisation Finanzen, Berlin 2020
- Generationen- und Stiftungsmanagement für Kreditinstitute und Finanzdienstleister (als Co-Autor), Köln 2011
- Fundraising-Instrument Stiftung. Regensburg / Berlin 2002
- Stiftungen fördern mit Gewinn. Bank-Verlag, Köln 2002.
- Erb-Strategie Stiftung. Regensburg / Berlin 2000, ISBN 3-8029-3694-9
- Stiftungs-Ideen. Regensburg / Düsseldorf / Berlin 2000
- Aktie, Börse & Co. Stuttgart 2000

Aufsätze (Auswahl)
- Ich-Erzähler oder safety first. In: Allegorien des Bewusstseins. Versuche wider die Eindeutigkeit. Freiburg 2020, ISBN 978-3-495-49168-3

- „Fortwährender Ursprung der Sprache. Homöostatische Phänomene in Hermann Brochs 'Der Tod des Vergil'“. In: Welt im Fluss. Fallstudien zum Modell der Homöostase, Stuttgart 2008, ISBN 978-3-515-09531-0
- Stiftung – das Instrument einer zukunftsfähigen Vermögensverwaltung. In: Bank Information, 6/2001.
- Kunst und Internet. In: ArtInvestor. Handbuch für Kunst und Investment. München 2002. ISBN 3-932114-74-4
- Stiftungen als Wiederanlage. Instrument einer Vermögensanlage ohne zeitliche Limitierung. In: Versicherungswirtschaft, Juli 2001.
- „Du sollst meinen Namen nicht nennen!“ In: „Die größten Schurken der Filmgeschichte“, Leipzig 2000
- „Was macht eigentlich … Meisterdetektiv Baltasar Matzbach? Gisbert Haefs, ein guter Bekannter, gibt Auskunft“. In: Holmes, Marlow & Co. Die besten Detektive der Welt, Leipzig 1999